# 2a Divisió SS Das Reich
2a Divisió SS Das Reich (en alemany: l'Imperi) fou una de les divisions Waffen-SS que van lluitar en el bàndol de l'Eix durant la II Guerra Mundial. És una de les més conegudes divisions SS, també una de les més temudes, ja que contava entre les seves files amb gran quantitat d'efectius militars dotats de gran capacitat i experiència.
Van participar en la batalla de França, la Campanya dels Balcans (1941) i sobretot en el Front Oriental, d'on van ser retirats després de patir nombroses baixes, per a participar en la batalla de Normandia i després en la batalla del Sortint en el front Occidental. Després van continuar lluitant a Hongria (vegeu Batalla de Budapest i Ofensiva del Llac Balatón) i Àustria (vegeu Ofensiva de Viena). L'emblema de la divisió Das Reich era la runa Wolfsangel alineada horitzontalment.

## Activitats
Després de la invasió de Polònia de 1939, els tres regiments SS "Deutschland", "Der Führer", i "Germania" van ser agrupats en una divisió, la SS-Verfügungstruppe ("Tropes per a Operacions Especials"). "Das Reich" va participar en la batalla de França el 1940 sota el seu antic nom. Després de participar en la presa de Rotterdam, va interceptar una força francesa i la va empènyer a la regió de Zelanda. Després va ser enviada a acabar amb petits focus de resistència aliada darrere de les files alemanyes. Després va ser enviada al sud, per a ajudar en l'avanç alemany cap a París. Al final de la campanya, la divisió "Verfügungstruppe" ("Das Reich") havia arribat fins a la frontera amb Espanya.
En finalitzar la campanya a França, el regiment "Germania" va ser enviat a l'encara no organitzada Divisió SS 5a Divisió SS Panzergrenadier Wiking, i un nou regiment va ser creat i agregat per a reemplaçar a "Germania": la "SS-Totenkopfstandarte", l'11è Regiment d'Infanteria. Aquesta seria l'organització final de la 2a Divisió SS Das Reich, que temporalment va ser anomenada Deutschland. Durant la batalla d'Anglaterra, "Das Reich" va romandre a França, preparant-se per a l'operació Lleó Marí. Eventualment va ser traslladada a Romania per a participar en la campanya dels Balcans de març de 1941. A l'abril va participar en la captura de Belgrad, Iugoslàvia. Immediatament va ser transferida a Polònia per a participar en la invasió de la Unió Soviètica. En aquesta nova campanya, "Das Reich" va ser integrada al Grup d'Exèrcits Centre, participant en l'Ofensiva de Yelnia prop de Smolensk.
Després va lluitar en la batalla de Moscou, encapçalant l'ofensiva alemanya, arribant a uns pocs quilòmetres de la capital soviètica. No obstant això, el cost d'estar tan prop de l'objectiu final de l'operació Tifó va ocasionar que "Das Reich" sofrís nombroses baixes. La contraofensiva de Júkov l'hivern de 1941-1942 es va descarregar directament sobre aquesta divisió, raó per la qual els seus soldats van ser retirats ràpidament i enviats a França, on van ser reorganitzats com una divisió de panzergranaders.
Durant aquest temps van participar en les operacions de custòdia de la flota francesa a Toló. El 1943, la divisió "Das Reich", repostada ja, va ser transferida de nou al front Oriental, on van participar en la tercera Batalla de Kharkiv sota el comandament de Paul Hausser, que havia caigut en mans soviètiques a conseqüència de la derrota alemanya a Stalingrad. Immediatament després, "Das Reich" va començar a preparar-se per a participar en l'operació Ciutadella, i juntament amb altres divisions d'elit va ser llançada a eliminar el sortint de Kursk. No obstant això, aquesta ofensiva havia estat prevista per la Stavka, i els esforços alemanys van xocar contra forta resistència soviètica. "Das Reich" va assolir avançar fins a 60 km, però quan els aliats van desembarcar a Sicília, la divisió, juntament amb unes altres, va ser retirada del front.
Durant aquest temps "Das Reich" va ser reorganitzada sota el nom de Divisió SS Panzer "Das Reich", i va ser enviada a França novament, aquesta vegada per a participar en operacions anti-partisans, que en comparació de les batalles del Front Oriental, era considerat un descans. No obstant això, unitats de "Das Reich" van ser deixades a Rússia sota el nom de Kamfgruppe Das Reich. A l'hivern de 1943 i 1944, una contraofensiva soviètica va atrapar la Kamfgruppe Das Reich entre altres unitats, i el II Cos SS Panzer va acudir en la seva ajuda, assolint alliberar a la majoria de les tropes.
Al febrer de 1944, el Kampfgruppe va ser enviat a França per a reunir-se amb la resta de "Das Reich". No obstant això, un reduït nombre d'unitats de Kampfgruppe Das Reich va ser deixat en el Front Oriental sota el nom de Kampfgruppe Weidinger, i va participar en les retirades de Khmelnitski i Ternópil. Mentrestant "Das Reich", estacionada principalment a Montauban va rebre reemplaçaments i nous equips. Després del desembarcament de Normandia, "Das Reich" va participar en els combats lliurats a Caen i Saint-Lô juntament amb la 12a Divisió Panzer SS Hitlerjugend i la Divisió de elite 130 Panzer-Lehr-Division. A pesar que les forces alemanys en la regió van assolir detenir l'avanç de les tropes britàniques de Bernard Montgomery, i la "Das Reich" va assolir recuperar Mortain, la ruptura de l'enfront de l'oest per George Patton va fer que els alemanys retrocedissin en quedar en perill de quedar atrapats en la bossa de Falaise. La "Das Reich", juntament amb la 9a Divisió SS Panzer "Hohenstaufen" va assolir mantenir obert el cèrcol prou perquè moltes tropes alemanyes escapessin.
La "Das Reich" després va ser retirada darrere del Sena i després darrere de la línia Sigfrid, en la frontera francogermana. Després, el desembre de 1944, va participar en la batalla de les Ardenes, i va intentar acostar-se al port d'Anvers sense èxit. Després de detenir-se a menys de 40 km del riu Mosa, "Das Reich" va ser aturada en sec el 25 de desembre, i després va ser empesa de tornada per contraatacs aliats. No obstant això, el comandant de "Das Reich", Ernst Barkmann va crear el Racó de Barkmann, on va destruir nombrosos tancs enemics en escaramusses. "Das Reich" va ser retirada llavors del front per a ser traslladada a Hongria, on van participar en l'operació Konrad, que intentava aixecar el setge de Budapest.
L'ofensiva va fracassar i "Das Reich" va passar els dies que quedaven de guerra retirant-se des de Dresden cap a Praga i després a Viena. Al final, la majoria dels soldats de la 2a Divisió SS Panzer "Das Reich" va assolir escapar a l'oest, on es van rendir en massa als nord-americans al maig de 1945.

## Comandants
- Oberstgruppenführer Paul Hausser, 19 d'octubre de 1939 - 14 d'octubre de 1941
- Obergruppenführer Wilhelm Bittrich, fins al 31 de desembre de 1941
- Obergruppenführer Matthias Kleinheisterkamp, fins al 19 d'abril de 1942
- Obergruppenführer Georg Keppler, fins al 10 de febrer de 1943
- Brigadeführer Hebert-Ernst Vahl, fins al 18 de març de 1943
- Oberführer Kurt Brasack, fins al 29 de març de 1943
- Obergruppenführer Walter Krüger, fins al 23 d'octubre de 1943
- Gruppenführer Heinz Lammerding, fins al 24 de juliol de 1944
- Standartenführer Christian Tychsen, fins al 28 de juliol de 1944
- Brigadeführer Otto Baum, fins al 23 d'octubre de 1944
- Gruppenführer Heinz Lammerding, fins al 20 de gener de 1945
- Standartenführer Karl Kreutz, fins al 29 de gener de 1945
- Gruppenführer Werner Ostendorff, fins al 9 de març de 1945
- Standartenführer Rudolf Lehmann, fins al 13 d'abril de 1945
- Standartenführer Karl Kreutz, fins al 8 de maig de 1945